# Steinbach (Salzbach)
Der Steinbach ist ein knapp einen Kilometer langer Bach auf dem Gebiet der Ortsgemeinde Lemberg im rheinland-pfälzischen Landkreis Südwestpfalz. Er ist ein linker Zufluss des Salzbachs im Südwestlichen Pfälzerwald.

## Geographie

### Verlauf
Der Steinbach entspringt im Staatsforst Westrich auf einer Höhe von etwa 283 m ü. NHN in einem Laubwald südwestlich des 333,1 m hohen Salzecks. Gut einen halben Kilometer nördlich der Quelle steht der Maiblumenfels
Der Bach fließt zunächst, begleitet von einem Waldweg auf seiner rechten Seite, etwa einen halben Kilometer in südöstlicher Richtung durch ein enges und bewaldetes Kerbtal.
Er unterquert noch die  L 486, zieht dann südwärts durch die feuchten Wiesen der Salzbachaue und mündet schließlich auf einer Höhe von ungefähr 230 m ü. NHN von links in den aus dem Westen kommenden unteren Salzbach. Gut 100 m bachabwärts mündet von der anderen Seite der Lindelbach.
Der 715 m lange Lauf des Rothenfelser Salzbachs endet ungefähr 53 Höhenmeter unterhalb seiner Quelle, er hat somit ein mittleres Sohlgefälle von etwa 74 ‰.

### Einzugsgebiet
Das 72,7 ha große Einzugsgebiet des Steinbachs liegt im Südwestlichen Pfälzerwald und wird durch ihn über den Salzbach, die Lauter und den Rhein zur Nordsee entwässert.
Es grenzt
- im Nordosten an das Einzugsgebiet des Schiffelsbachs, der in den Salzbach mündet;
- im Westen an das des Bachs von der Klostersalzquelle, der ebenfalls in den Salzbach mündet;
- im Nordwesten an das der  Rodalb, die über den Schwarzbach, die Blies, die Saar und die Mosel in den Rhein entwässert und
- ansonsten an das des Salzbachs.

Fast das gesamte Einzugsgebiet ist bewaldet, nur im Mündungsbereich dominieren Feuchtwiesen. Die höchste Erhebung ist der Langenberg mit einer Höhe von 449,1 m ü. NHN im Nordwesten des Einzugsgebiets.